# Правобережный (муниципальный округ)
Правобере́жный — муниципальный округ (МО) в составе Невского района Санкт-Петербурга (до 1 января 2011 года — муниципальный округ № 57).
На востоке граничит со Всеволожским районом Ленинградской области. На территории округа расположены Ледовый дворец и Александровская больница, протекает река Оккервиль.
Крупные магистрали — Российский проспект, проспект Пятилеток, улица Латышских Стрелков. С запада к округу примыкает Ладожский вокзал.

## Население
| 2002    | 2010    | 2012    | 2013    | 2014    | 2015    | 2016    |
| ------- | ------- | ------- | ------- | ------- | ------- | ------- |
| 51 006  | ↗64 556 | ↗65 640 | ↗67 790 | ↗69 434 | ↗70 935 | ↗72 521 |
| 2017    | 2018    | 2019    | 2020    | 2021    | 2023    | 2025    |
| ↗73 576 | ↗74 966 | ↗76 399 | ↗77 877 | ↗87 513 | ↗87 918 | ↗89 418 |

## Власть
8 сентября 2024 года главой муниципального образования избран Беляев Николай Николаевич. Глава местной администрации — Горецкая Надежда Викторовна.
25 июня 2020 года главой муниципального образования избран Беляев Николай Николаевич. Глава местной администрации — Тонкель Игорь Ростиславович.
На выборах 8 сентября 2019 года были избраны депутаты VI созыва муниципального совета. Выборы прошли по четырём пятимандатным округам:
| Избранные депутаты муниципального совета по округам | Избранные депутаты муниципального совета по округам | Избранные депутаты муниципального совета по округам | Избранные депутаты муниципального совета по округам | Избранные депутаты муниципального совета по округам | Избранные депутаты муниципального совета по округам | Избранные депутаты муниципального совета по округам | Избранные депутаты муниципального совета по округам | Избранные депутаты муниципального совета по округам |
| округ                                               | явка                                                | кандидат                                            |                                                     | кем выдвинут                                        | кандидат поддержан                                  | результат                                           | результат                                           |                                                     |
| округ                                               | явка                                                | кандидат                                            | голоса                                              | кем выдвинут                                        | кандидат поддержан                                  | в %                                                 |                                                     |                                                     |
| --------------------------------------------------- | --------------------------------------------------- | --------------------------------------------------- | --------------------------------------------------- | --------------------------------------------------- | --------------------------------------------------- | --------------------------------------------------- | --------------------------------------------------- | --------------------------------------------------- |
| 174                                                 | 25,99 %                                             | Дудник Елена Александровна                          |                                                     | Единая Россия                                       |                                                     | 1073                                                | 31,65 %                                             |                                                     |
| 174                                                 | 25,99 %                                             | Колбин Михаил Юрьевич                               |                                                     | Единая Россия                                       |                                                     | 1063                                                | 31,35 %                                             |                                                     |
| 174                                                 | 25,99 %                                             | Флоренкова Людмила Александровна                    |                                                     | Единая Россия                                       |                                                     | 1015                                                | 29,94 %                                             |                                                     |
| 174                                                 | 25,99 %                                             | Чернышева Татьяна Николаевна                        |                                                     | Единая Россия                                       |                                                     | 921                                                 | 27,16 %                                             |                                                     |
| 174                                                 | 25,99 %                                             | Беляев Николай Николаевич                           |                                                     | Единая Россия                                       |                                                     | 854                                                 | 25,19 %                                             |                                                     |
| 175                                                 | 23,78 %                                             | Галкин Николай Николаевич                           |                                                     | самовыдвижение                                      | Умным голосованием                                  | 1144                                                | 29,79 %                                             |                                                     |
| 175                                                 | 23,78 %                                             | Горчакова Марина Александровна                      |                                                     | самовыдвижение                                      | Умным голосованием                                  | 1129                                                | 29,40 %                                             |                                                     |
| 175                                                 | 23,78 %                                             | Беляева Валентина Анатольевна                       |                                                     | Единая Россия                                       |                                                     | 1071                                                | 27,89 %                                             |                                                     |
| 175                                                 | 23,78 %                                             | Грудин Фёдор Владимирович                           |                                                     | самовыдвижение                                      | Умным голосованием                                  | 1016                                                | 26,46 %                                             |                                                     |
| 175                                                 | 23,78 %                                             | Орлов Алексей Русланович                            |                                                     | самовыдвижение                                      | Умным голосованием                                  | 833                                                 | 21,69 %                                             |                                                     |
| 176                                                 | 25,96 %                                             | Гордин Эдуард Исакович                              |                                                     | Единая Россия                                       |                                                     | 957                                                 | 27,35 %                                             |                                                     |
| 176                                                 | 25,96 %                                             | Гриненко Галина Викторовна                          |                                                     | самовыдвижение                                      |                                                     | 949                                                 | 27,12 %                                             |                                                     |
| 176                                                 | 25,96 %                                             | Сидоркина Ирина Аркадьевна                          |                                                     | Яблоко                                              | Умным голосованием                                  | 842                                                 | 27,89 %                                             |                                                     |
| 176                                                 | 25,96 %                                             | Умеренкова Ирина Владимировна                       |                                                     | Яблоко                                              | Умным голосованием                                  | 780                                                 | 22,29 %                                             |                                                     |
| 176                                                 | 25,96 %                                             | Давыдкин Евгений Иванович                           |                                                     | Единая Россия                                       |                                                     | 749                                                 | 21,69 %                                             |                                                     |
| 177                                                 | 24,56 %                                             | Семененко Евгений Валентинович                      |                                                     | самовыдвижение                                      | Умным голосованием                                  | 1478                                                | 28,70 %                                             |                                                     |
| 177                                                 | 24,56 %                                             | Дмитриева Светлана Владимировна                     |                                                     | Яблоко                                              | Умным голосованием                                  | 1362                                                | 26,45 %                                             |                                                     |
| 177                                                 | 24,56 %                                             | Ложечко Виктор Петрович                             |                                                     | Справедливая Россия                                 | Умным голосованием                                  | 1314                                                | 25,51 %                                             |                                                     |
| 177                                                 | 24,56 %                                             | Гадзиковский Станислав Валентинович                 |                                                     | самовыдвижение                                      | Умным голосованием                                  | 1139                                                | 22,12 %                                             |                                                     |
| 177                                                 | 24,56 %                                             | Хмелевцева Любовь Леонидовна                        |                                                     | Единая Россия                                       |                                                     | 1046                                                | 20,31 %                                             |                                                     |

## Галерея

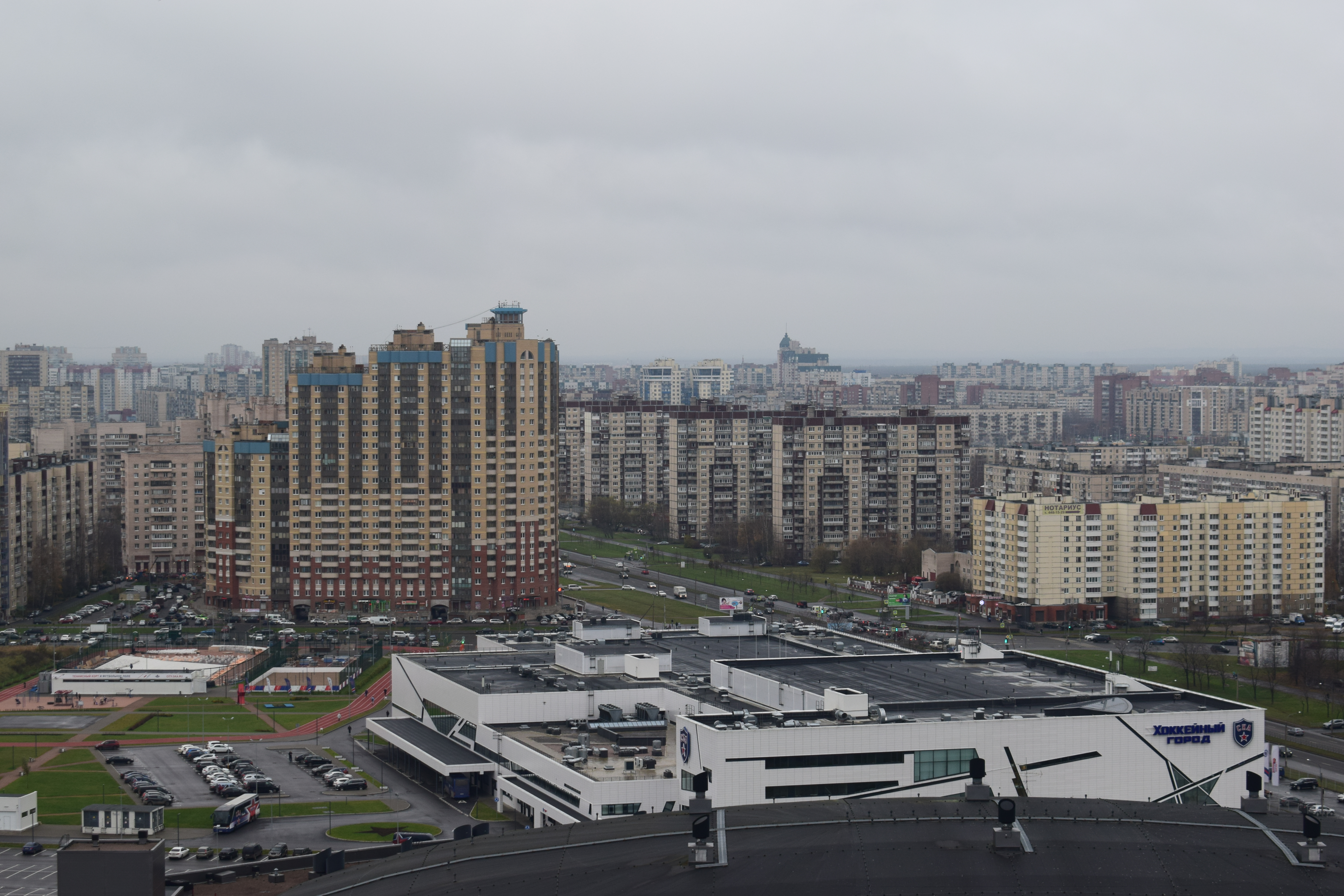
«Хоккейный город» (на переднем плане), Российский проспект (на дальнем плане справа)
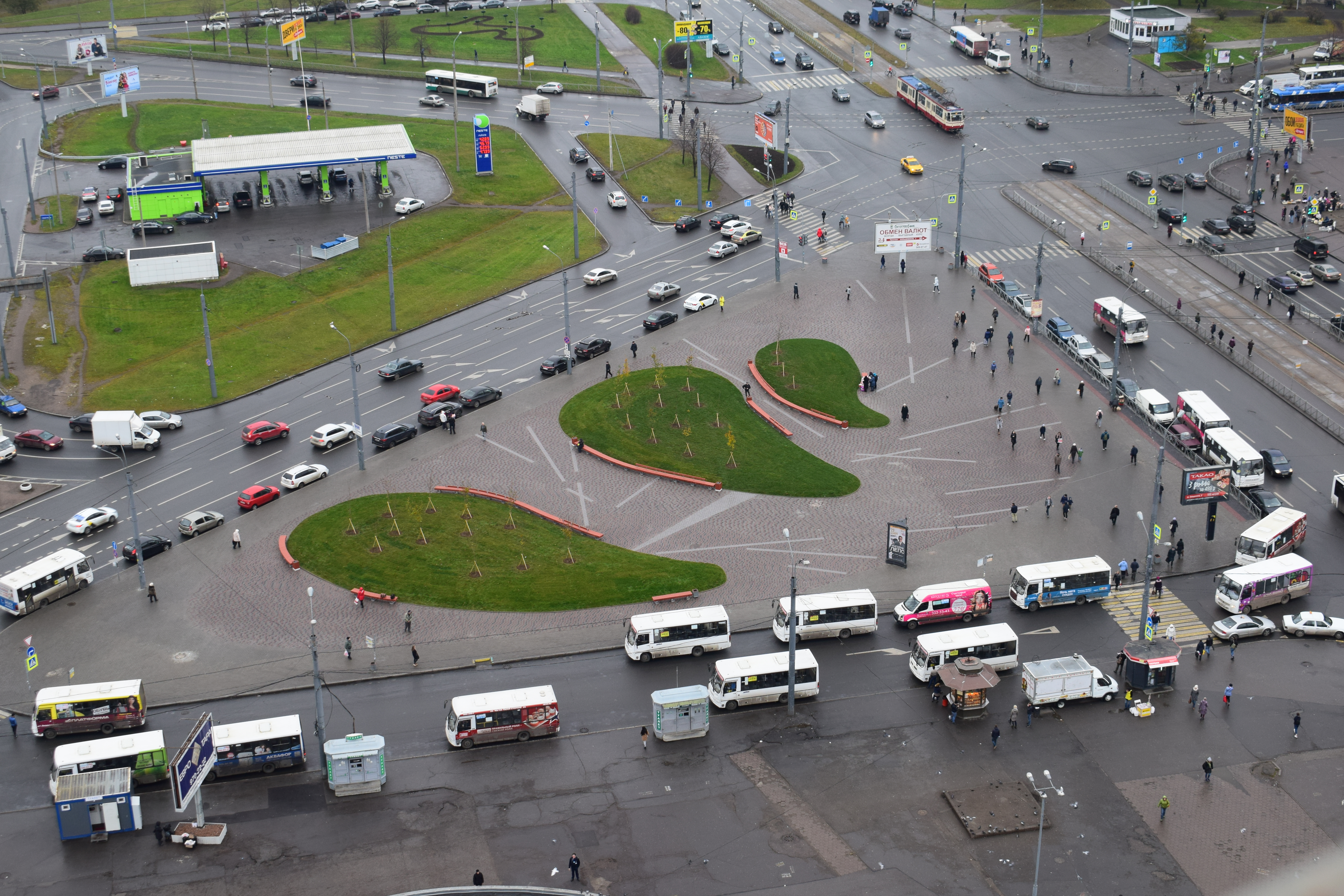
Сквер, обустроенный в октябре 2018 года у вестибюля станции метро Проспект Большевиков
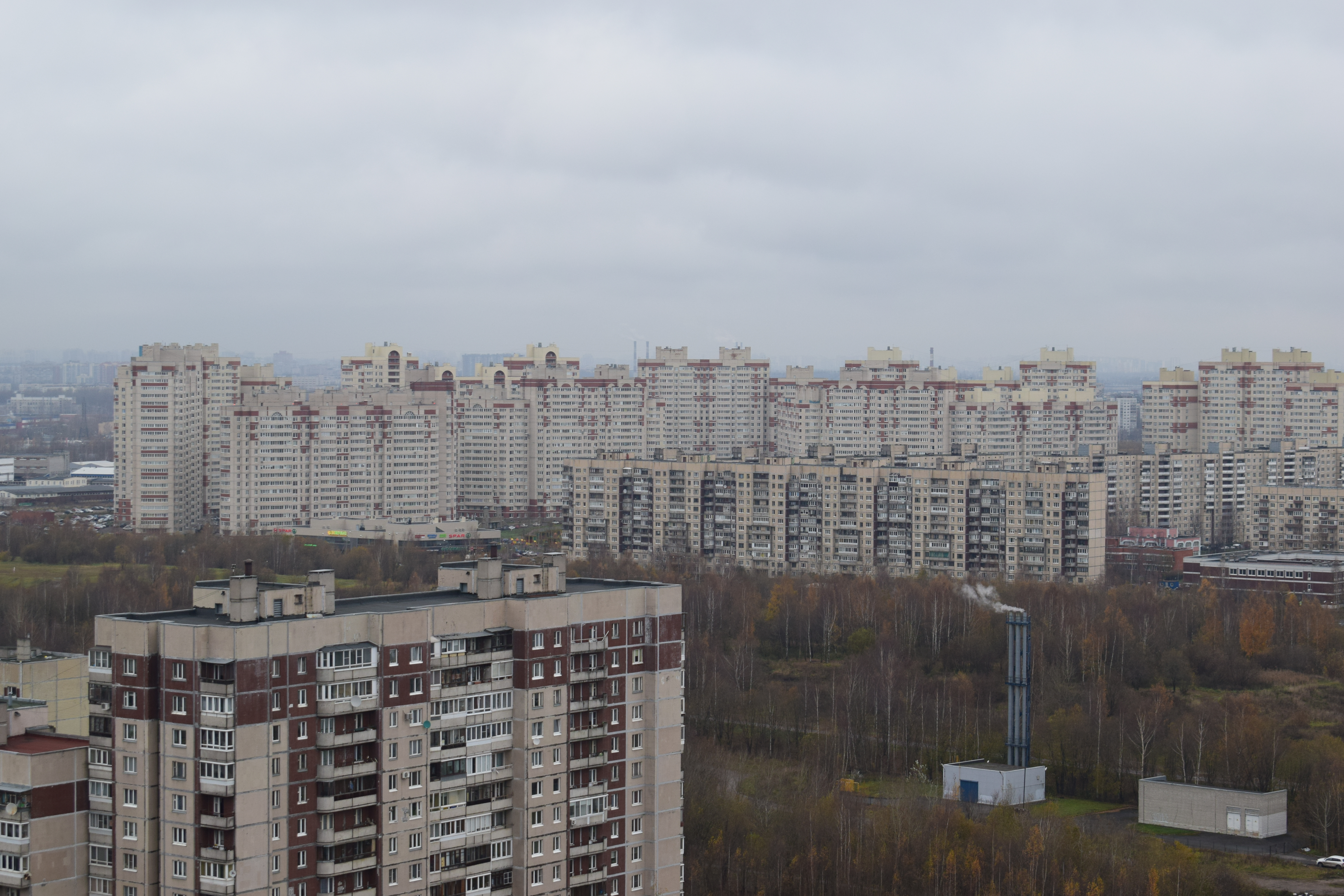
Яблоновский сад, ЖК «Ладожский парк» (на дальнем плане)
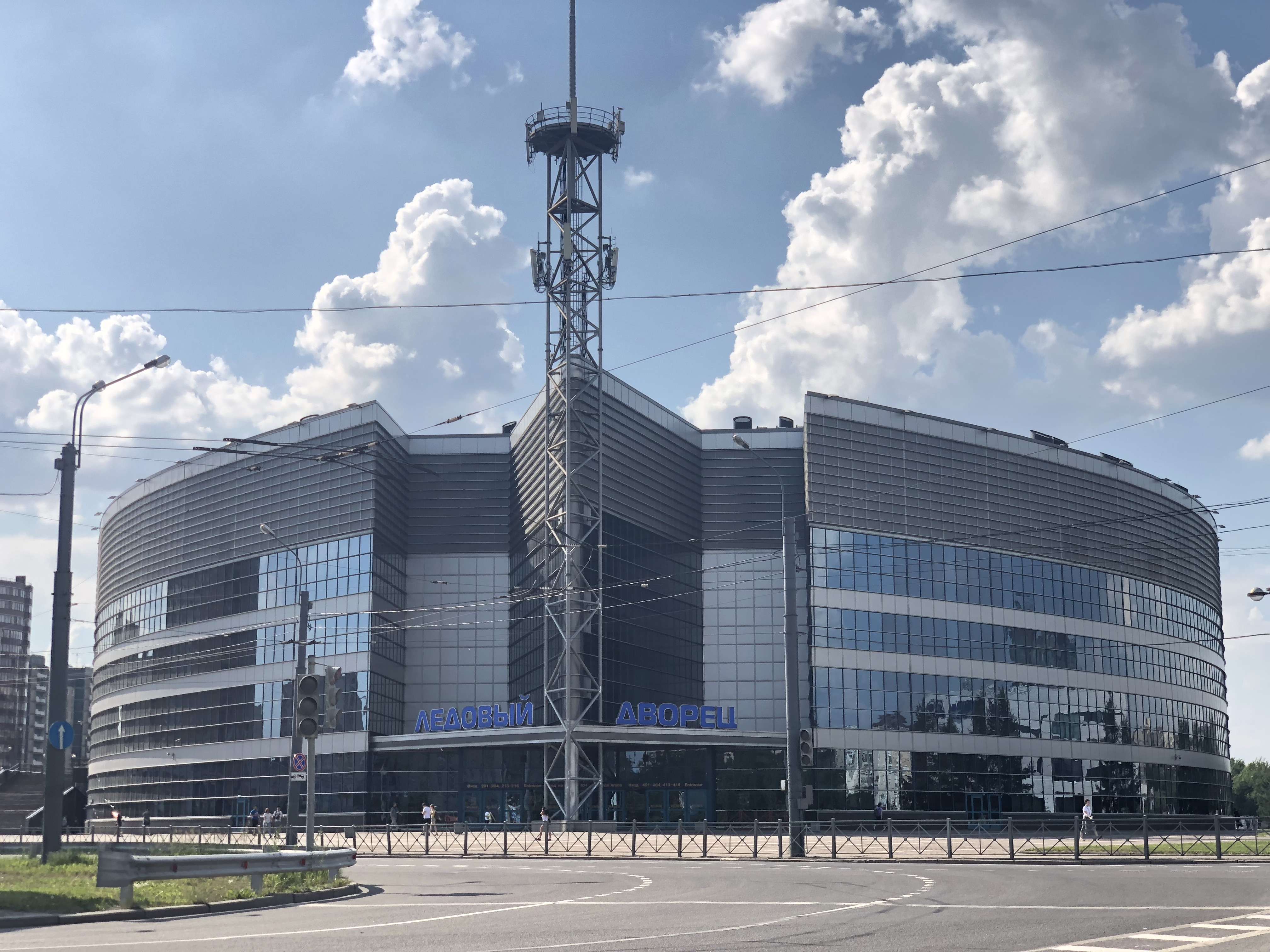
Ледовый дворец